# 第二次國府台之戰
第一次國府台合戰後，國府台由千葉氏的重臣小金城主高城胤吉所支配。千葉氏是北条氏勢力的國人眾，事實上為北条方的領土。
永禄6年（1563年）、北条氏康與武田信玄聯手進攻上杉謙信方的武藏松山城，由於收到謙信的支援要求，里見義堯派嫡男義弘率軍前往救援。但在國府台與北条軍遭遇爆發衝突。結果，里見軍無法北上，上杉派岩槻城主太田資正入武藏松山城支援，但松山城仍然陷落，里見、太田兩軍分別撤退。
同年底、北条氏康配下的江戶城守將太田康資因對主君不滿，接受同族的太田資正的寢返，結果失敗。太田康資被迫逃出江戶城依靠太田資正。上杉謙信為救援太田資正・康資，邀請里見義弘於永禄7年率領房總諸將出陣，並於1月4日進入國府台城，號稱有1萬2000軍力。千葉氏判斷無法單獨迎擊，於是向氏康要求援軍。北条軍於是出兵2萬救援。
1月7日、北条軍自江戶城出陣向里見軍進行攻擊。然而，擔任先鋒的江戶城將遠山綱景及富永直勝由於針對太田康資的離反未能事先察覺，覺得職責有虧，在與本隊北条綱成隊會合前，於現在的「矢切之渡」附近渡過江戶川向里見軍攻擊，試圖與國府台城內的千葉軍協同作戰進行夾擊，然而里見軍的反擊激烈，遠山、富永先後陣亡，遠山綱景的女婿舍人源太左衛門經忠隨後也戰死。 
正當里見義弘因勝利慶祝，放任兵士喝酒及跳舞時，1月8日天候未明前，北条軍再度渡過江戶川夜襲里見軍。酒宴之後的里見軍陣勢大亂。更由於北条軍調略工作下，里見軍的主力土岐為賴在戰場上背叛，造成筆頭重臣正木信茂戰死，重臣安西實元把坐騎給徒步中的義弘，並做為義弘的替身，往敵中突擊而戰死。里見義弘由土氣城主酒井胤治救出，順利自戰場脱逃。